# Dideoides depressus
Dideoides depressus är en tvåvingeart som först beskrevs av de Meijere 1914.  Dideoides depressus ingår i släktet Dideoides och familjen blomflugor. Inga underarter finns listade i Catalogue of Life.